# Fesdis
Fesdis est une commune de la wilaya de Batna en Algérie, située à 10 km au nord-est de Batna.

## Géographie

### Situation
Le territoire de la commune de Fesdis est situé au nord-est de la wilaya de Batna.
| Seriana | Seriana, Djerma | El Madher         |
| Batna   | Fesdis          | El Madher         |
| Batna   | Batna           | Ouyoun El Assafir |

### Localités de la commune
La commune de Fesdis est composée de 8 localités :
- Bouakaz
- Bouilef
- Fedj Eddis Ferme
- Fedj Eddis Quessaya
- Kasrou
- Lamsarat
- Timezouagh
- Tioutline

## Toponymie
Fesdis, provient du nom fedj diss selon la population âgée de la commune[source insuffisante]. Fedj se traduit comme la ravine et diss est une plante dense et qui est toujours verdâtre. Le tout se traduit comme la ravine de diss.

## Population

### Pyramide des âges
| Hommes | Classe d’âge | Femmes |
| ------ | ------------ | ------ |
| 0,48   | 80 et +      | 0,57   |
| 1,12   | 70 à 79 ans  | 2,45   |
| 1,8    | 60 à 69 ans  | 1,58   |
| 3,76   | 50 à 59 ans  | 3,5    |
| 4,99   | 40 à 49 ans  | 5,85   |
| 7,44   | 30 à 39 ans  | 6,77   |
| 10,79  | 20 à 29 ans  | 9,63   |
| 10,52  | 10 à 19 ans  | 10,31  |
| 10,16  | 0 à 9 ans    | 9,37   |

## Infrastructures

### Enseignement
Le nouveau pôle universitaire de Fesdis-Batna est implanté sur la commune de Fesdis. Son ouverture progressive s'effectue à partir de la rentrée universitaire 2010-2011.